# Porrhothele antipodiana
Porrhothele antipodiana és una espècie d'aranya migalomorfa de la família dels porrhotèlids (Porrhothelidae). Viu principalment a Nova Zelanda i les Illes Chatham. Estan relacionats amb les taràntules, i tot i ser properes a l' australian funnel-web spider, és bastant inofensiva, ja que el verí no afecta especialment als humnans.
Es pot trobar en arbustos i jardins. Els mascles solen romandre amagats durant la primavera i a l'estiu surten dels seus caus per buscar femelles. Si habiten cases solen preferir les zones més humides, com el bany, ja que es dessequen amb molta facilitat. Per aquesta raó se solen trobar solament els exoesquelets d'aquestes aranyes.
Aquesta aranya va servir al director Peter Jackson com la referent per a l'aranya gegant, Shelob, que apareix en la seva adaptació cinematogràfica de El Senyor dels Anells.

## Galeria

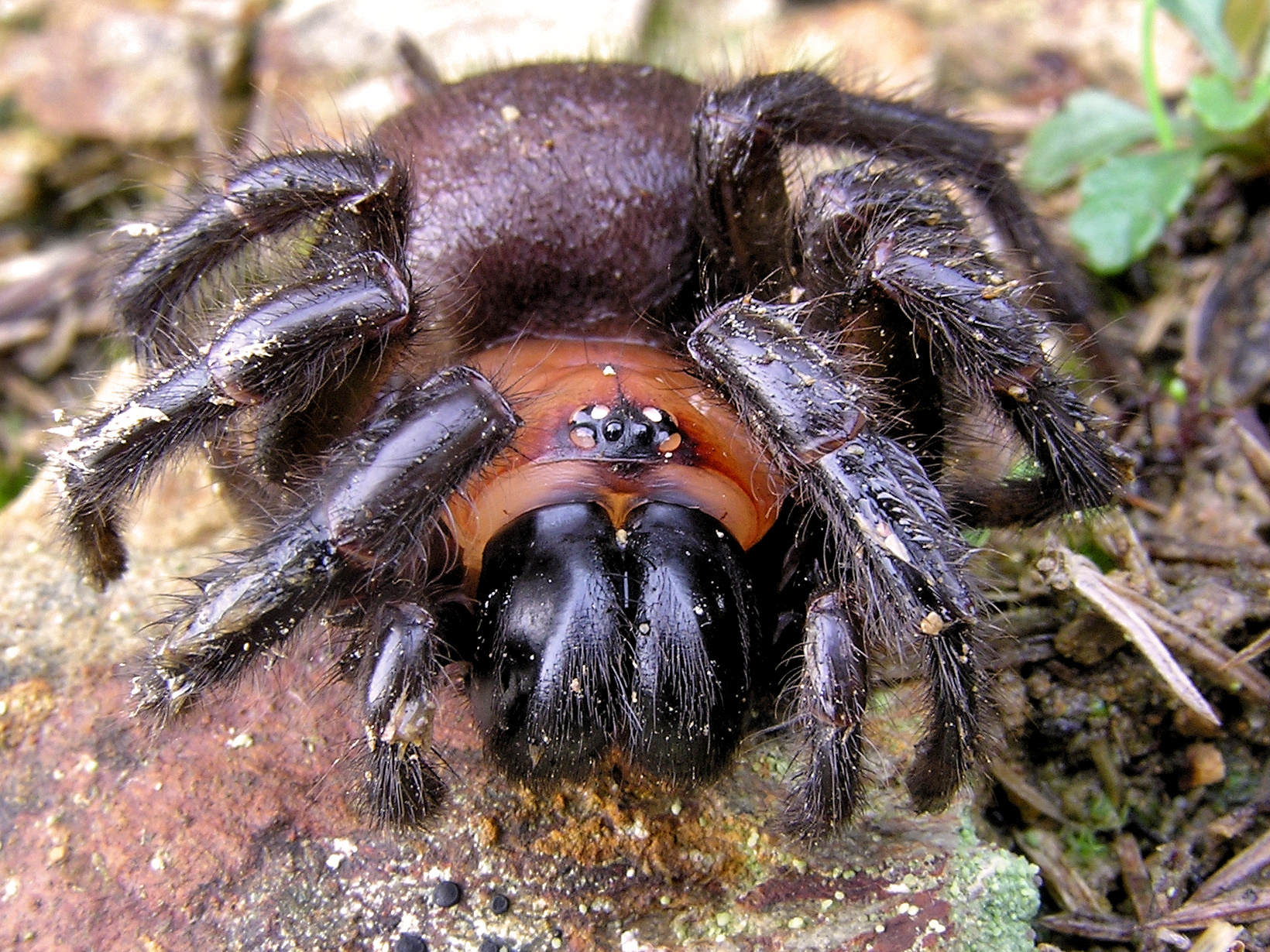
Porrhothele antipodiana
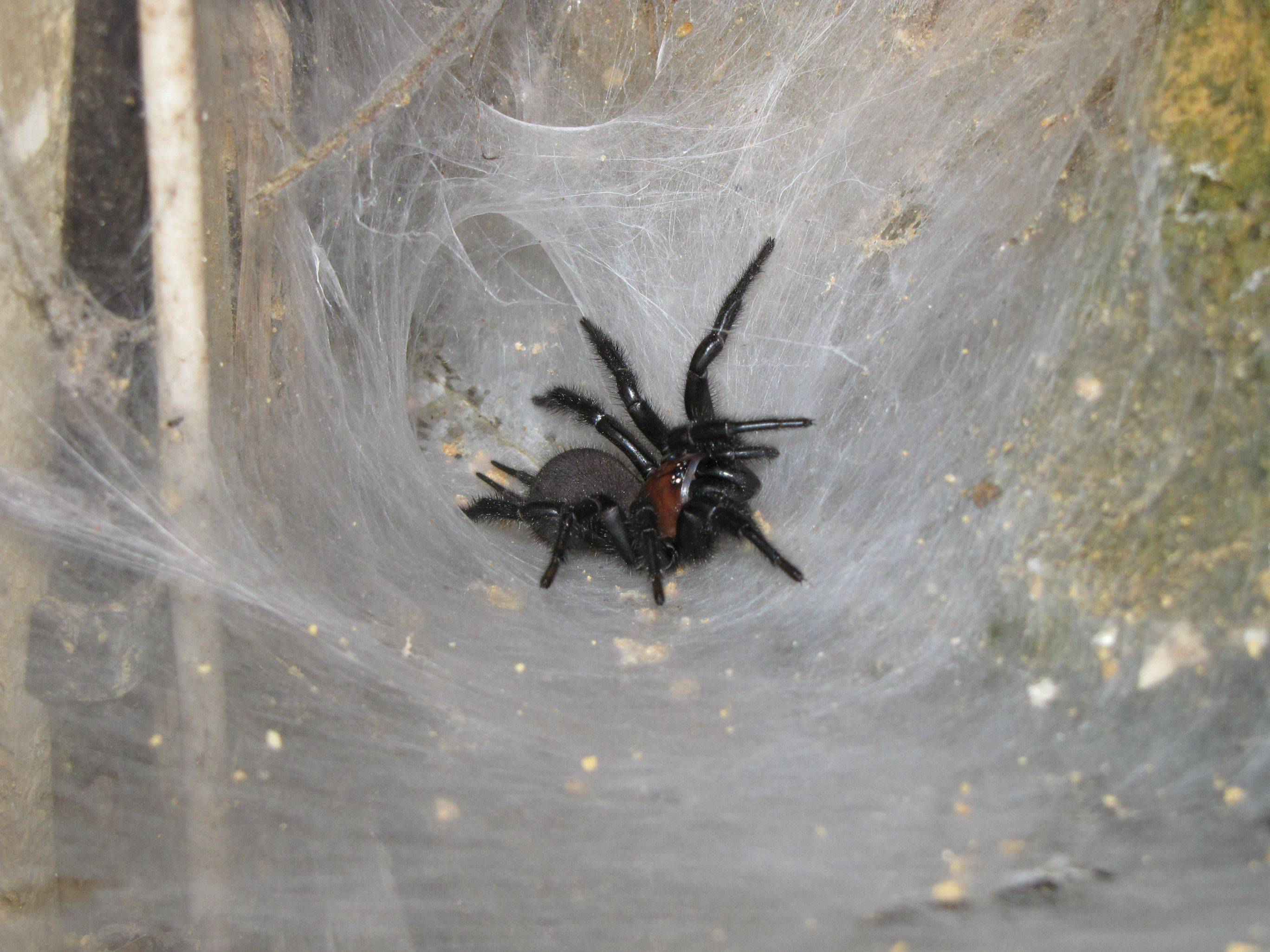
Porrhothele antipodiana en la seva teranyina